# لیبوش (پراگ)

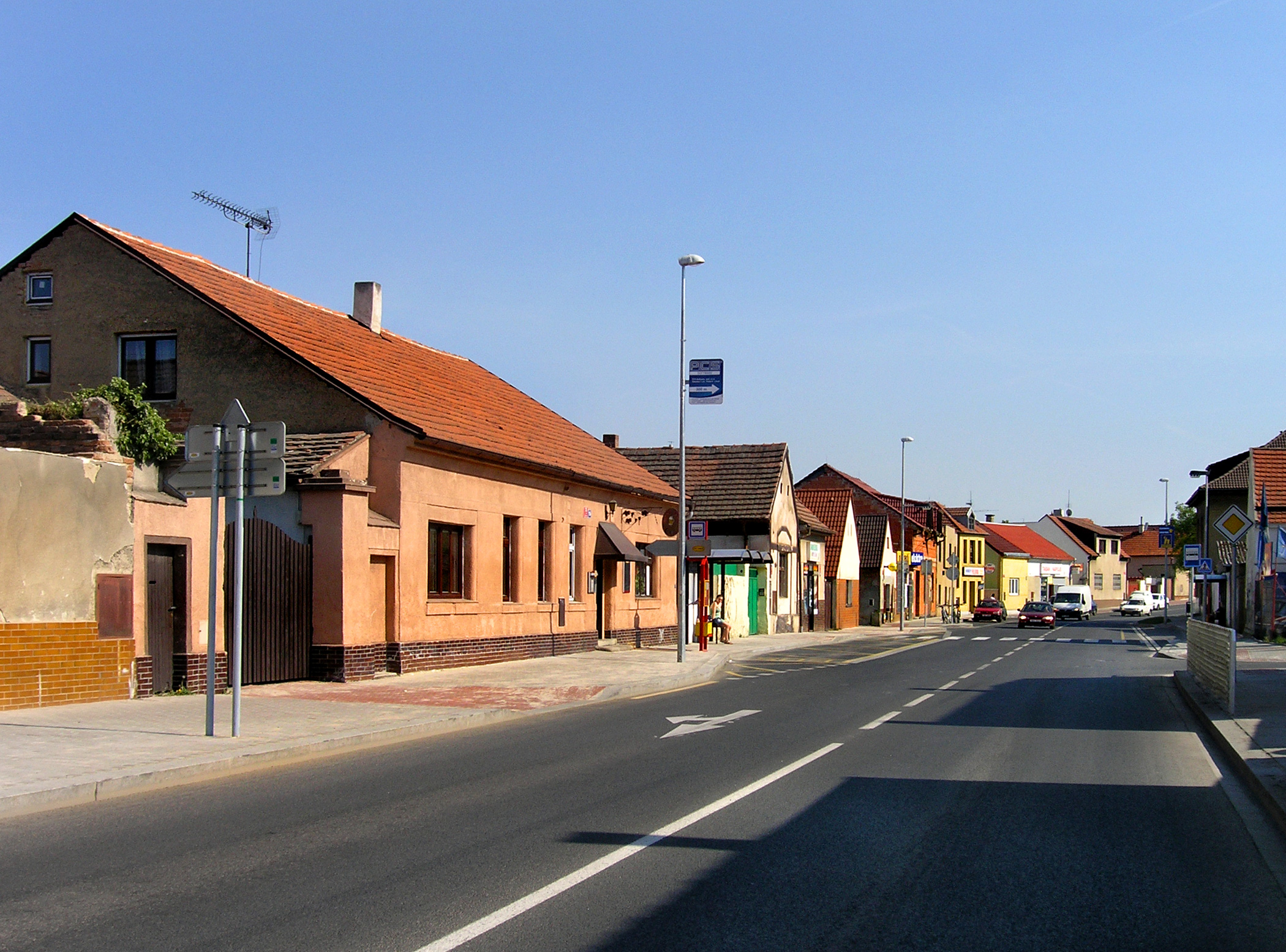
نمایی از محلهٔ لیبوش در شهر پراگ، پایتخت جمهوری چک - ۲۰۰۷

لیبوش (انگلیسی: Libuš) یکی از محلات شهر پراگ، پایتخت جمهوری چک، است. مساحت لیبوش ۵٫۲۴ کیلومتر مربع و جمعیت آن ۹٬۷۰۲ است.
این محله در بخش جنوبی پراگ در ناحیه اداری پراگ ۴ قرار دارد و از دو شهرک لیبوش و پیسنیتسه تشکیل شده‌است.
لیبوش و پیسنیتسه زمانی از روستاهای مستقل نزدیک پراگ بودند. لیبوش در سال ۱۹۶۸ و پیسنیتسه در سال ۱۹۷۴ جزئی از شهر پراگ شد.
تاریخ لیبوش احتمالاً به قرن ۱۳ میلادی بازمی‌گردد، اما مستند نیست. اولین اطلاعات نوشته شده در این مورد از سال ۱۳۲۱ میلادی است، یعنی زمانی که شهروندان پراگ بر دژ لیبوش چیرگی یافتند. اطلاعات بهتر در مورد این روستا از قرن ۱۷ میلادی آغاز می‌شود، زمانی که یک محل آبجوخوری در لیبوش بر سر راه رهگذران جاده پراگ به جنوب قرار داشت.